# 松下邦臣
松下 邦臣（まつした くにおみ）は、カプコンに所属する日本のゲームクリエイター。本名同じ。京都府出身。
立命館大学を卒業後、株式会社カプコンに入社。三上真司が部長を務める第四制作部にてプランナーとなった。「ディノクライシス」などの制作に関わり、「大神伝 〜小さき太陽〜」や「グランボ」「バイオハザード」でディレクターを担当した。
| スタブアイコン | サブスタブ | この項目は、まだ閲覧者の調べものの参照としては役立たない、人物に関連した書きかけの項目です。この項目を加筆・訂正などしてくださる協力者を求めています（P:人物伝/PJ:人物伝）。 |